# Fort Jaffna
Fort Jaffna is een voormalig Nederlands fort van de Vereenigde Oostindische Compagnie (VOC) in het huidige Sri Lanka nabij de stad Jaffna.

## Het fort
De vijf verdedigingswerken bestaan uit hoge bastions met een brede en diepe gracht eromheen. De plattegrond lijkt een geometrisch regelmatige vijfhoek met een bastion op elke hoek van de vijfhoek. De bastions zijn genoemd naar provincies: het Holland, Zeeland, Friesland, Utrecht en Gelderland bastion. De hoofdpoort is tussen het Holland en Zeeland bastion. Daar buiten is een gracht gelegen. In tegenstelling tot de forten te Galle en Colombo, die versterkte steden waren, had dit fort een bijna uitsluitend militaire en administratieve functie.
Het fort ligt aan de zuidkant van het schiereiland Jaffna. Het is gebouwd door de Portugezen in 1619 en opnieuw opgebouwd en uitgebreid door de Nederlanders in de tweede helft van de zeventiende eeuw om de handelsactiviteiten te waarborgen. Binnen het fort staan enige gebouwen van architectonische betekenis. De Kruiskerk, behorend tot de Dutch Reformed Church, is gebouwd in 1706, echter de kerk is zwaar beschadigd in de recente burgeroorlog. Het Queen's House (voorheen Gouverneurs Residentie) is een mooi voorbeeld van koloniale bouw. In haar laatste vernieuwing, kreeg dit statige gebouw een brede en van dubbele pilaren voorziene veranda. Een bekende Nederlandse predikant die op het fort heeft gewoond was Philippus Baldaeus.
Het fort was in goede staat van bewaring tot de burgeroorlog in Sri Lanka uitbrak in het midden van de jaren tachtig van de vorige eeuw. De vestingwerken en gebouwen werden zwaar beschadigd door artillerievuur. De kerk is nu gereduceerd tot een puinhoop. De Nederlandse regering heeft in 2010 de toezegging gedaan een groot deel van de restauratie financieel op zich te nemen daar het belangrijk Nederlands erfgoed is.

## Slag om Jaffna
Het fort werd op 22 juni 1658 op de Portugezen veroverd door een VOC-leger onder leiding van Rijcklof van Goens. In het fort vielen 2170 doden. Er waren ongeveer 3500 overlevenden. Van Goens had de vesting met opzet niet bestormd. Wetende dat er zich bijna zesduizend mensen in bevonden, had hij besloten de inzittenden uit te hongeren. Na een beleg van enkele maanden gaven de Portugezen zich gewonnen.

## Afbeeldingen

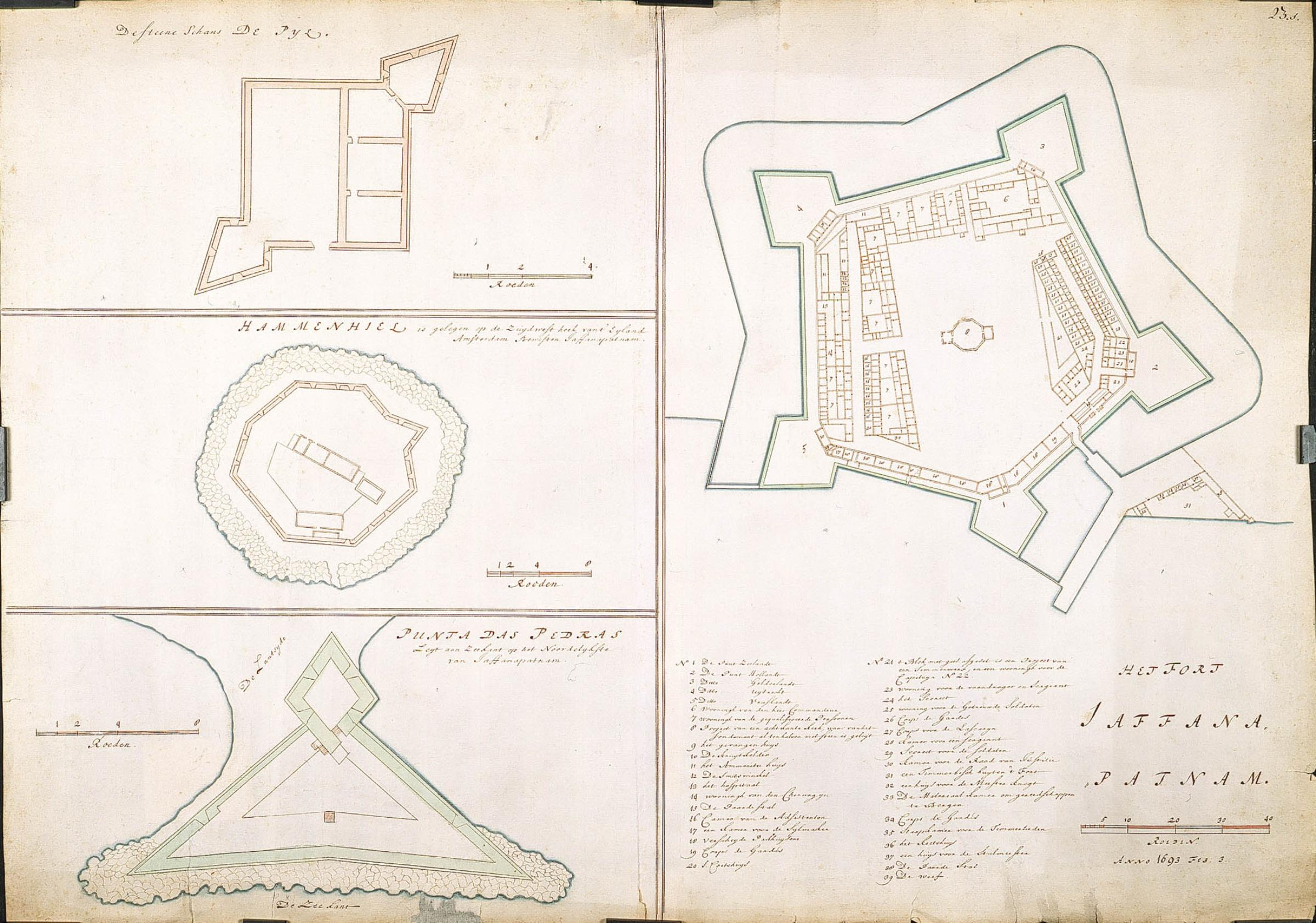
Rechts de plattegrond van het fort in 1683. Links plattegronden van kleinere forten in de buurt van Jaffna
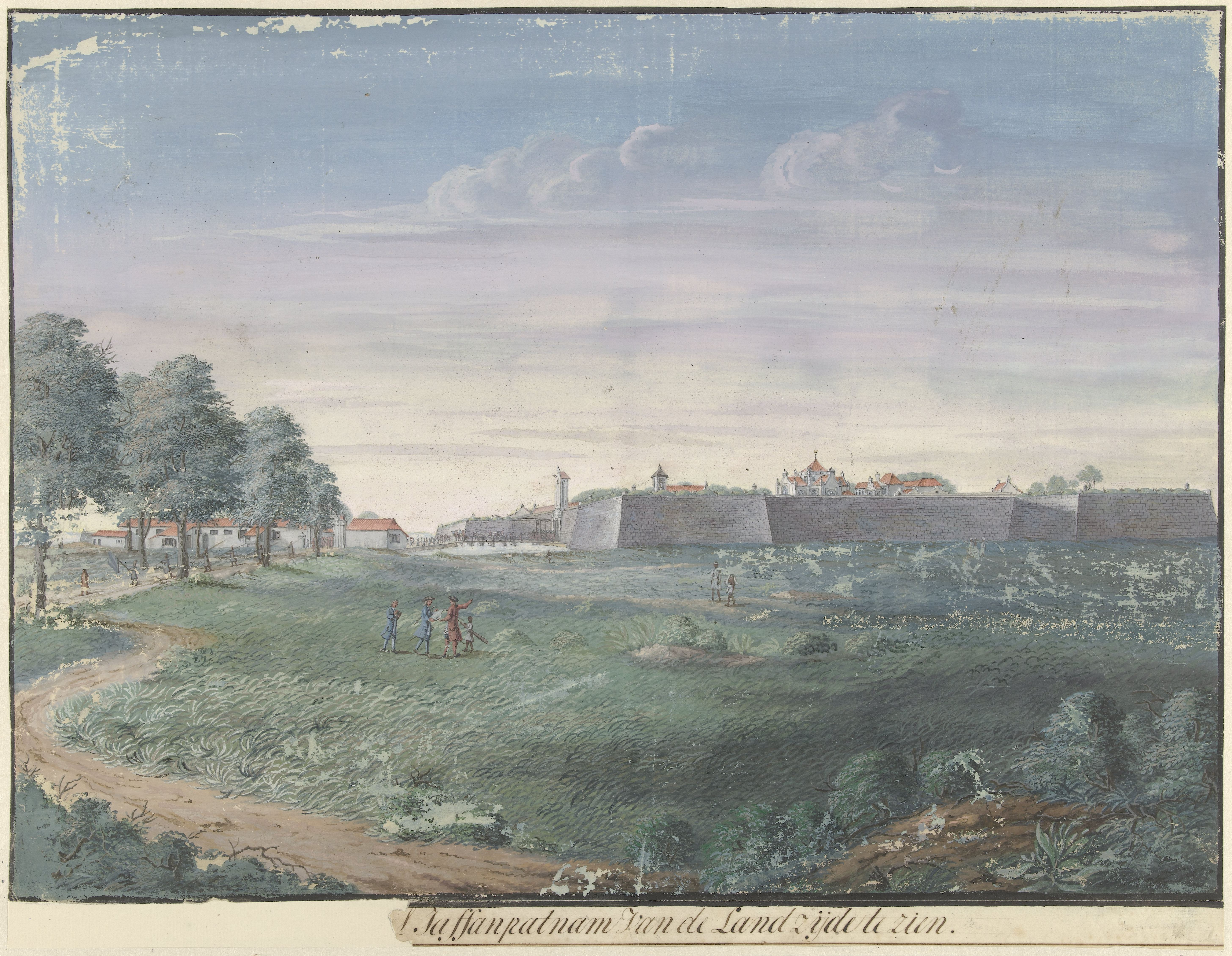
Het fort rond 1710, met rechts het Gelderland bastion, in het midden het Holland bastion en aan de andere kant van de ophaalbrug naar de poort het Zeeland bastion
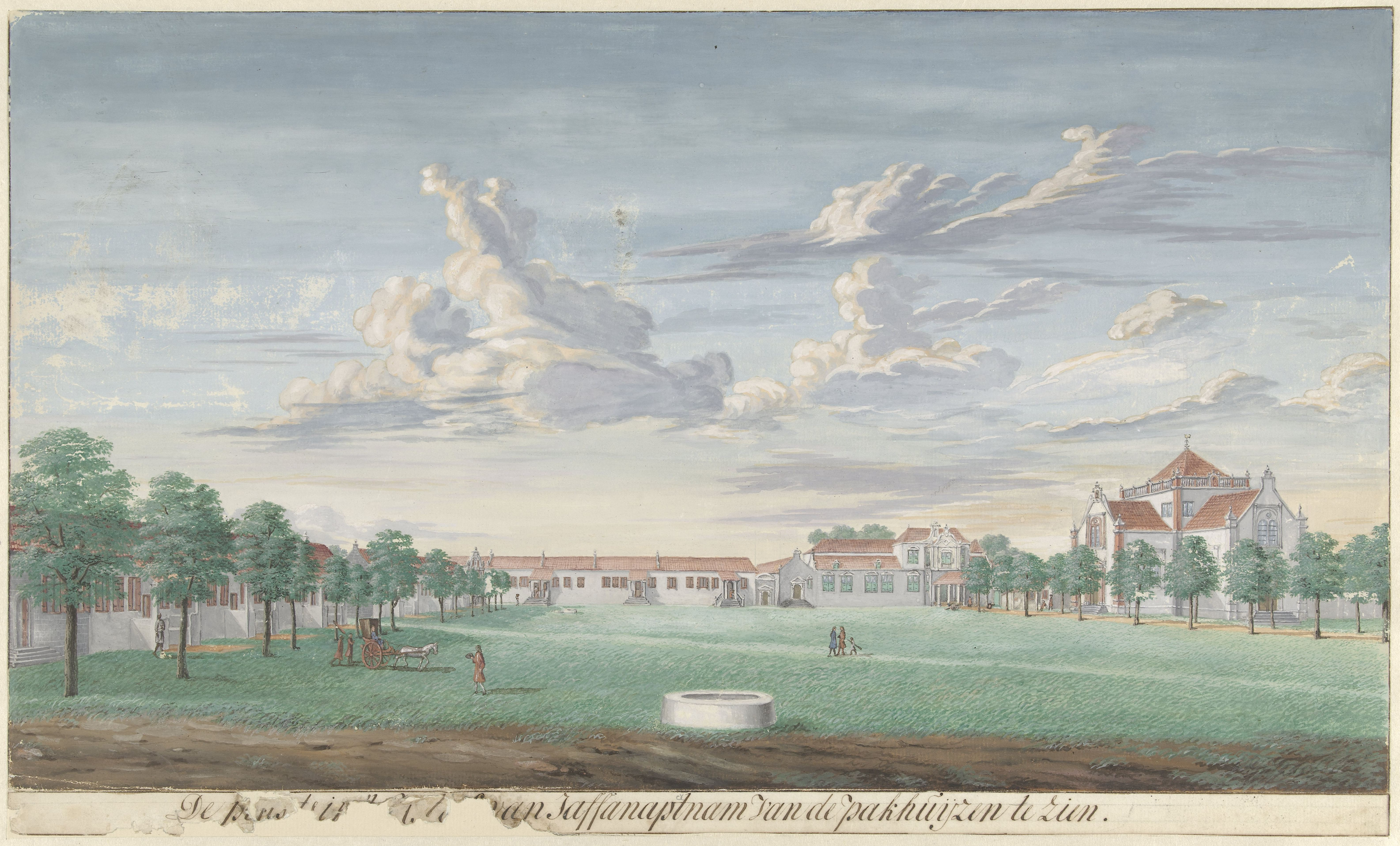
De binnenplaats van het fort, met rechts de Kruiskerk. Het pad leidt van de hoofdpoort rechts (niet zichtbaar) langs de waterput naar kantoren en pakhuizen links, tussen het Friesland en Utrecht bastion.
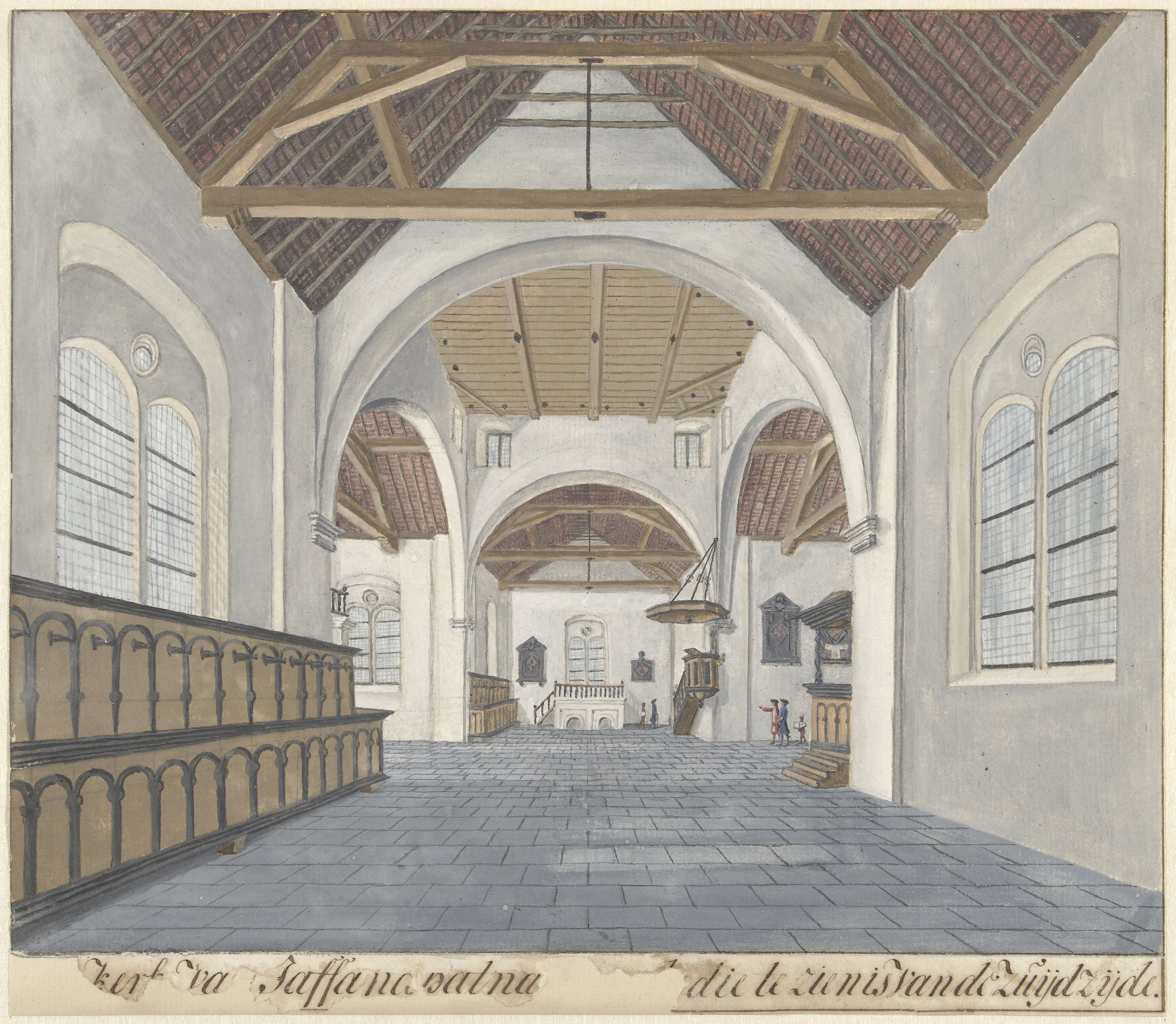
Het interieur van de Kruiskerk gezien vanuit de zuidelijke vleugel
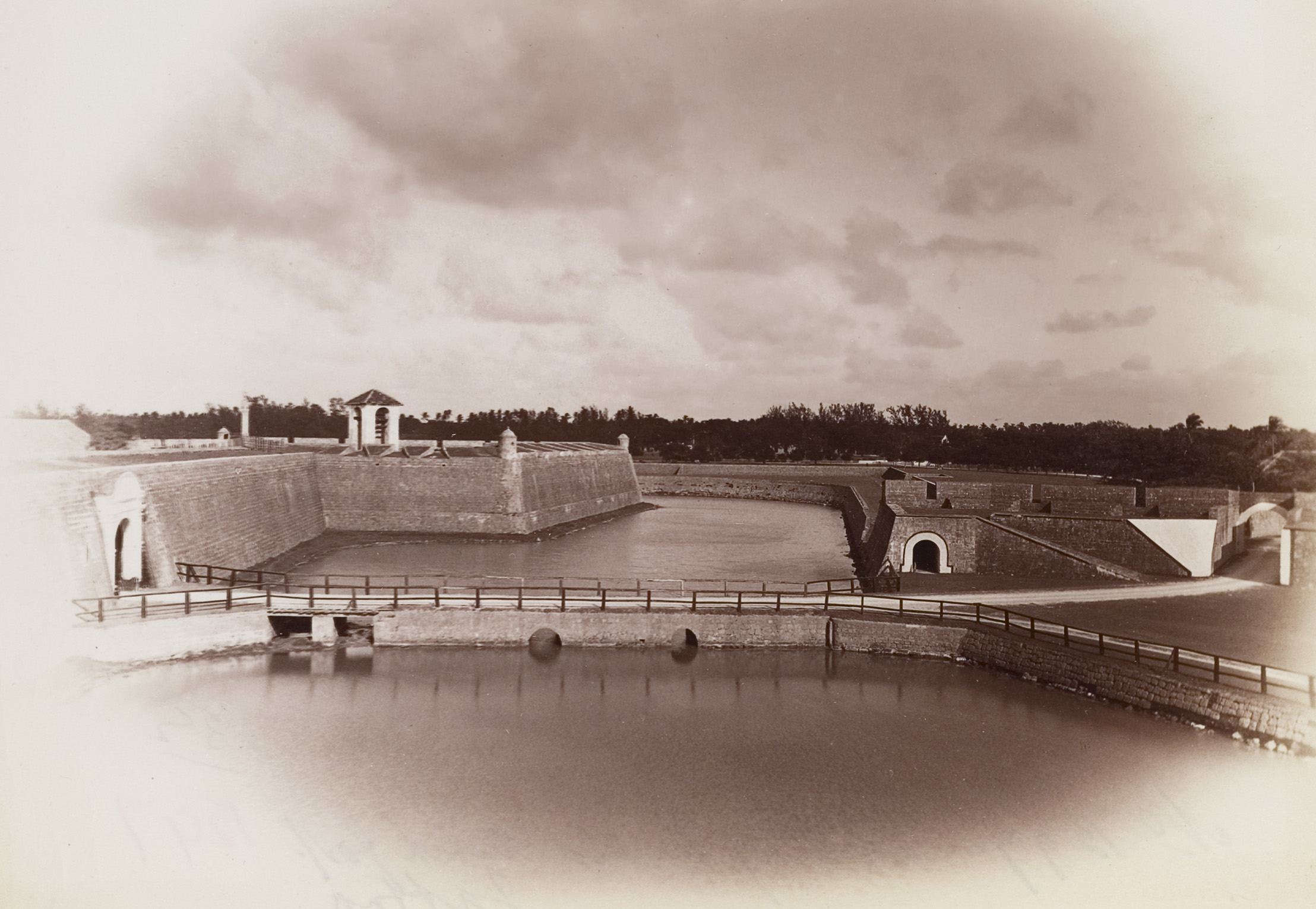
Het fort met de brug naar de hoofdpoort eind 19e eeuw
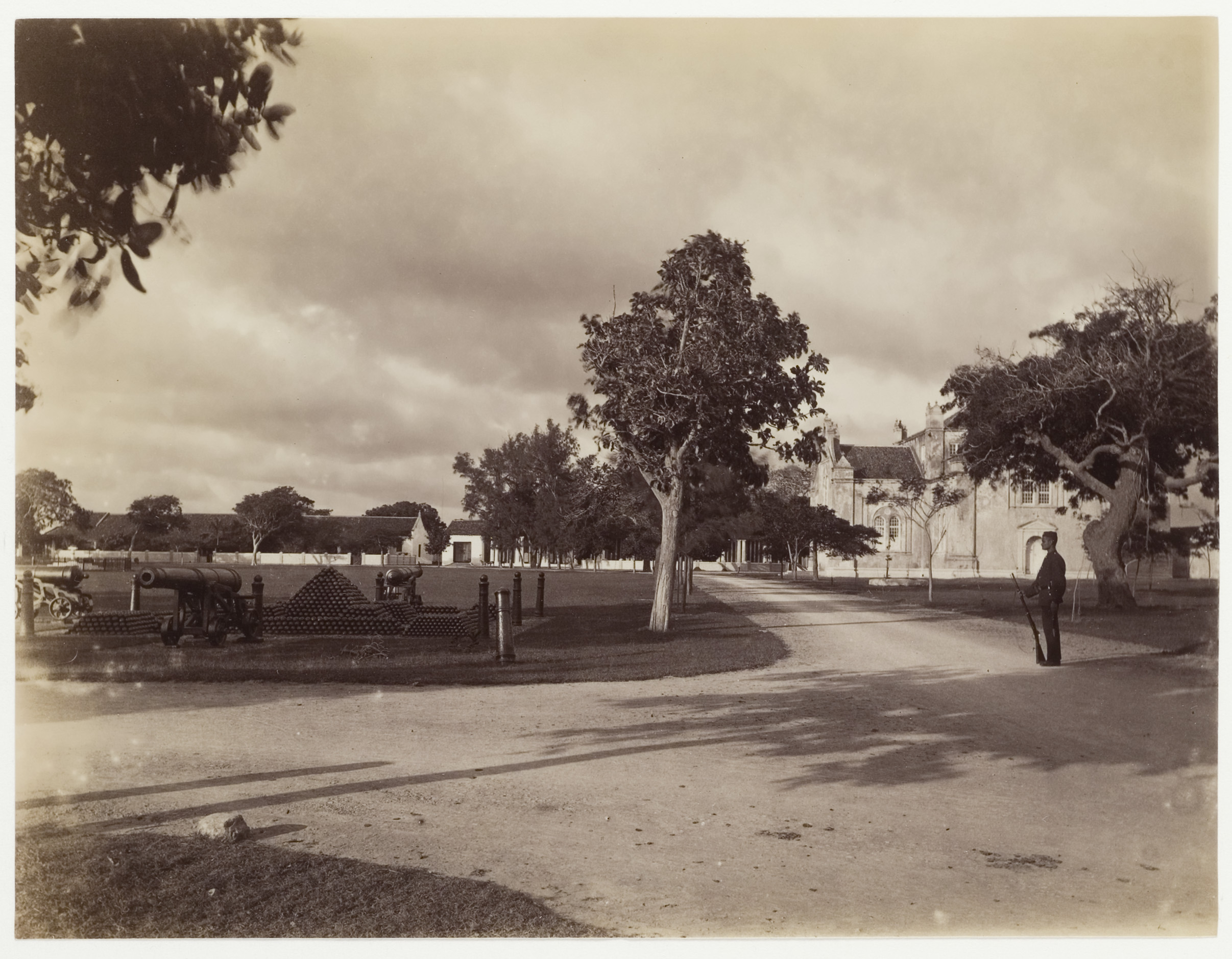
De binnenplaats, met rechts de Kruiskerk
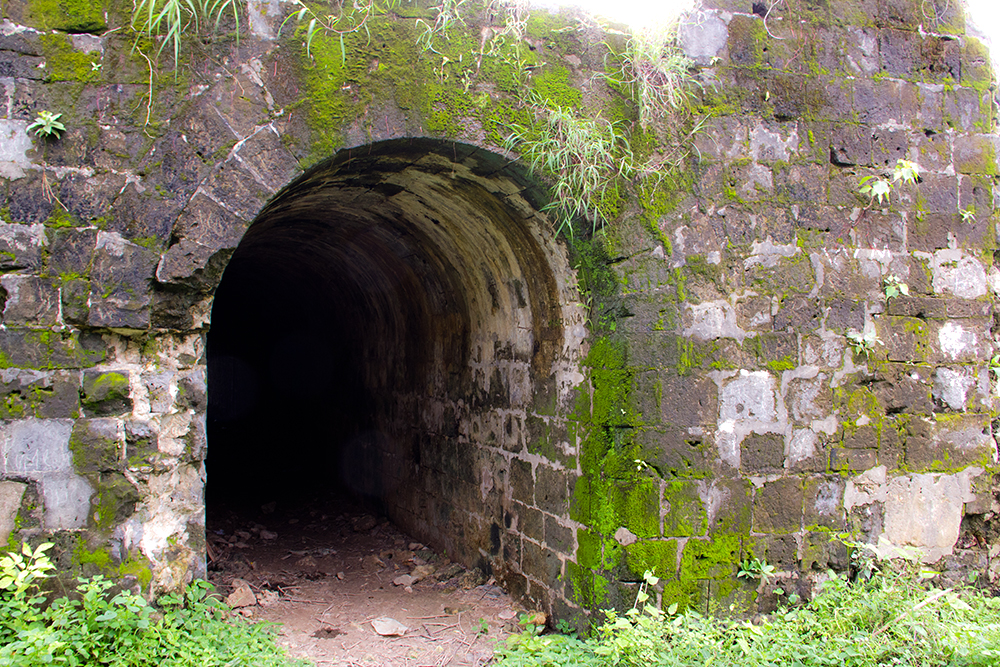
Een doorgang
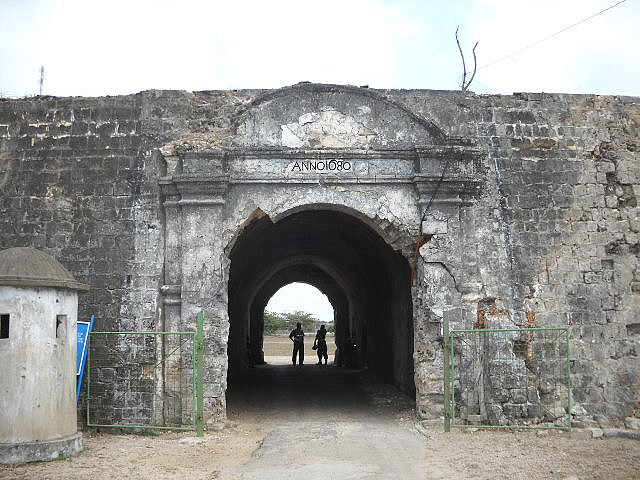
Ingang van het fort
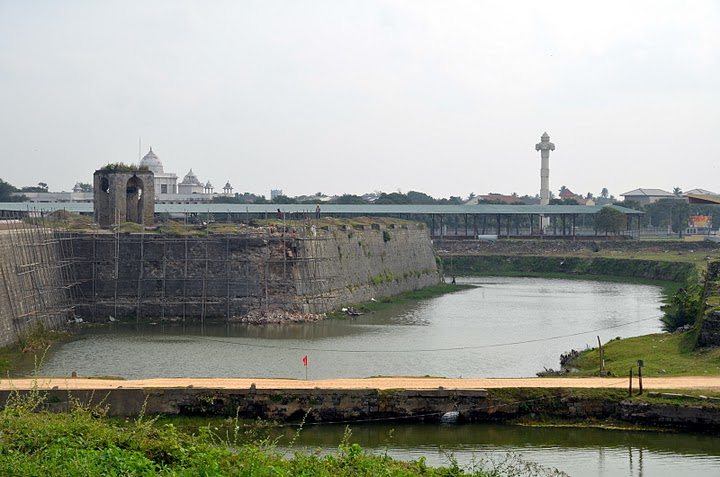
Het fort in 2011
Het fort vanuit de lucht in 2014
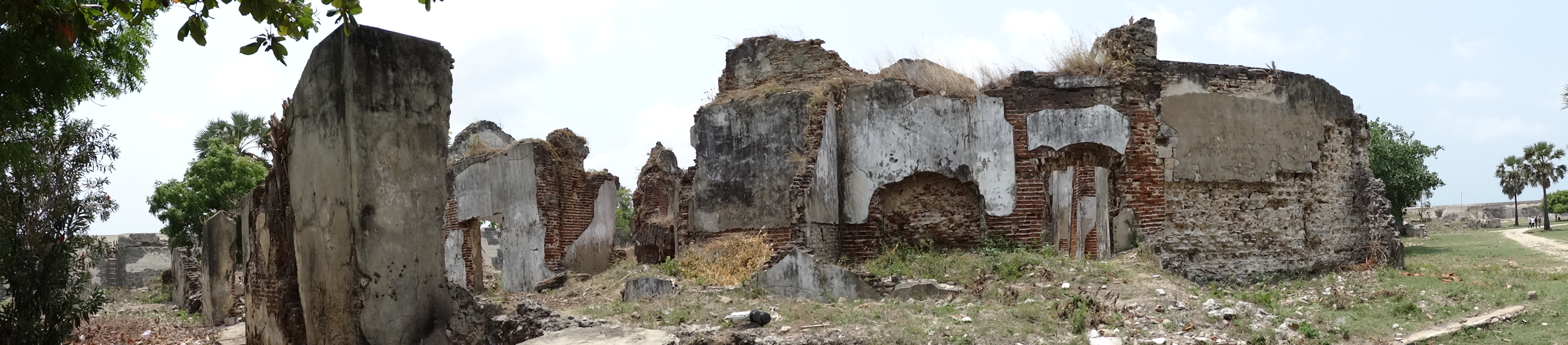
Ruïne in het fort in 2014, vermoedelijk van de Kruiskerk
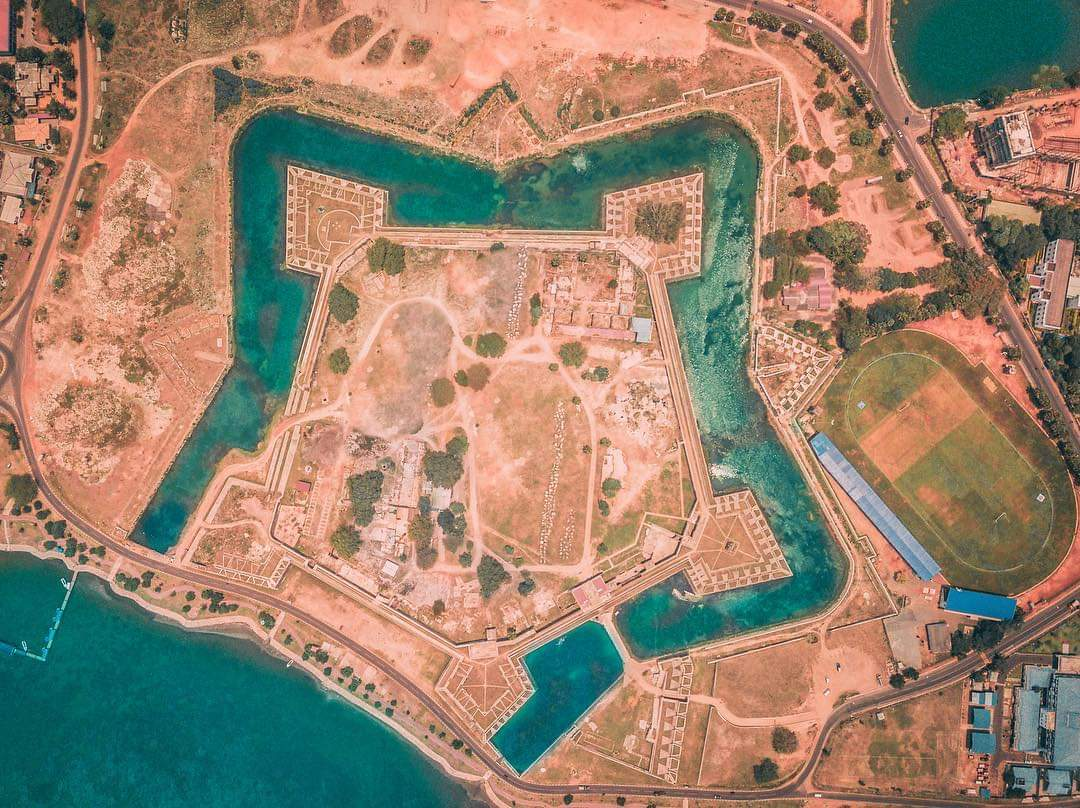
Het fort vanuit de lucht in 2019
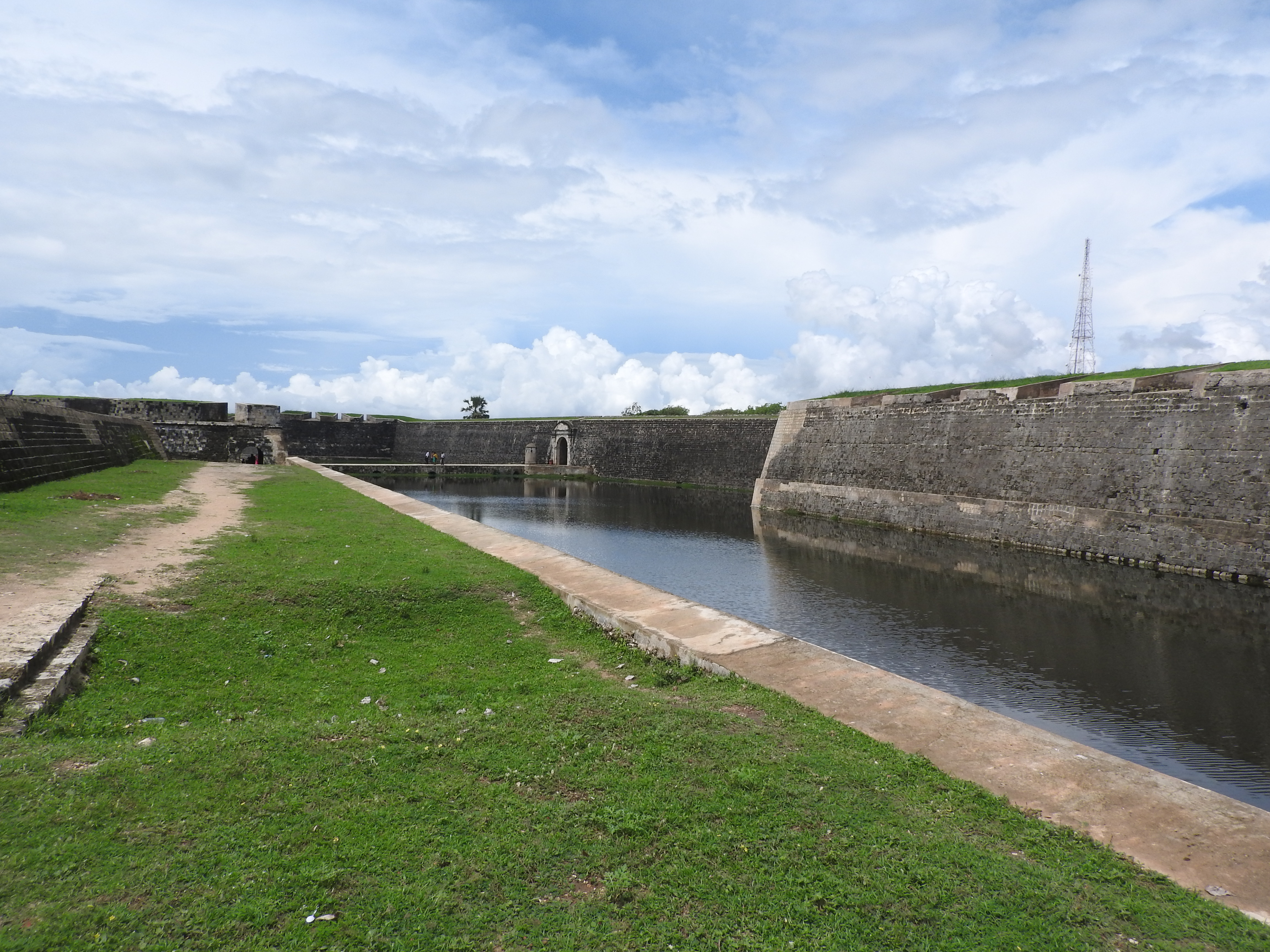
Het fort in 2019
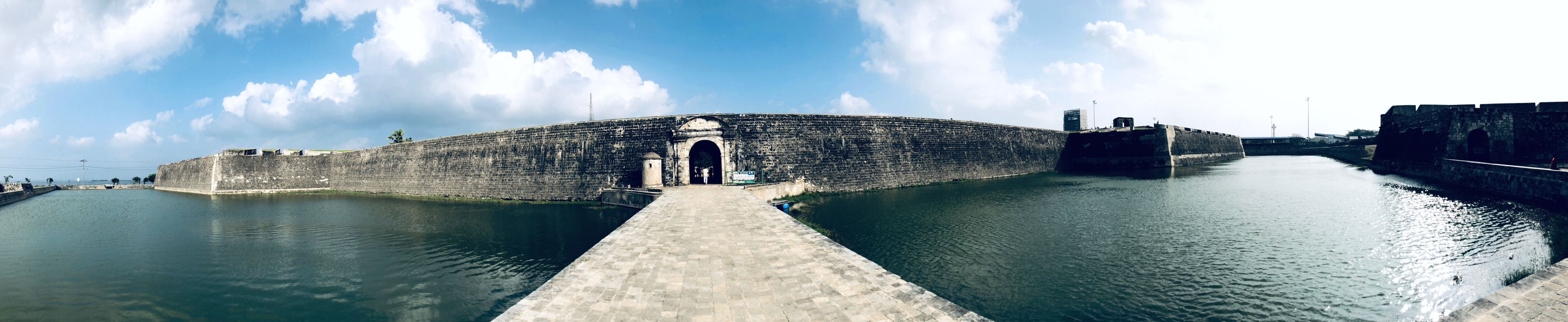
Het fort in 2020